# Mroczno
 Mroczno  è un villaggio facente parte dei comuni rurali polacchi nel distretto di Nowe Miasto Lubawskie, nel voivodato della Varmia-Masuria. Da una riforma amministrativa nel 1999, Mroczno è uno dei frazioni rurali del gmina Grodziczno.

## Geografia fisica
Mroczno è un villaggio rurale nella pianura della Terra di Chełmno. La frazione geografica si trova 13 km a nord-ovest di Lidzbark e 17 km a sud-ovest di Lubawa. Provenendo da sud-ovest, Mroczno dista circa 8 km da Grodziczno. La capitale del distretto Nowe Miasto Lubawskie si trova a 11 km a nord-ovest. I villaggi più vicini sono Boleszyn (3,5 km) a sud, Mroczenko (3,6 km) a nord, Trzcin (3,6 km) a est e Sugajenko (4,3 km) a ovest. Le grandi città più vicine sono Olsztyn a est e Toruń a ovest. La capitale regionale di Olsztyn del voivodato della Varmia-Masuria dista circa 72 km. La parrocchia cattolica di Mroczno appartiene invece alla diocesi di Toruń.

## Storia
Le origini del luogo risalgono al Medioevo. Il nome del paese compare per la prima volta in documenti come Morocza (1335). Successivamente si possono trovare i nomi Mroczna (1338), Mroczni (1348) e Moschen (1400). Dopo il 1570 si possono trovare anche i nomi Grosse Moschen, Gross Mroszno, Mrotschno e Gross Mrotschno. Dal 1815 al 1920 Mroczno appartenne al circondario di Neumark (Prussia Occidentale) nel distretto governativo prussiano di Marienwerder.
Dopo l'entrata in vigore del trattato di Versailles il 10 gennaio 1920, il distretto di Neumark divenne parte della Repubblica di Polonia. Mroczno fu dichiarato gmina (comune) indipendente e assegnato al powiat Lubawa. Alla fine della seconda guerra mondiale (1939-1945) l'area passò alla Repubblica Popolare di Polonia. La gmina Mroczno fu ampliata per includere i villaggi di Boleszyn e Kowaliki. Nel 1955, il powiat Lubawa fu trasformato nel Powiat Nowomiejski. La gmina Mroczno si chiamava gromada Mroczno dal 1955 al 1972. Con l'incorporazione nel gmina Grodziczno nel 1972, Mroczno perse lo status di comune autonomo (gmina). Mroczno fa parte della Terza Repubblica Polacca dal 1989. Dopo la riforma municipale del 1999, Mroczno continua ad appartenere a gmina Grodziczno.

## Monumenti e luoghi d'interesse
- L'area intorno a Mroczno è circondata da numerosi laghi e parchi naturali.[8]
- Nella vicina Boleszyn si trova un noto luogo di pellegrinaggio alla Madonna Addolorata.[9]
- A Boleszyn c'è anche un monumento in memoria di Franz Boehm, morto nel KZ Dachau nel 1945.[10]

## Infrastrutture e trasporti
- Mroczno non ha una propria stazione ferroviaria. La stazione ferroviaria più vicina è nella Montowo.
- L'aeroporto più vicino è l'aeroporto della Masuria di Szczytno-Szymany.

## Sport
- Klub Sportowy Mroczno (calcio)[11]